# Transportes Interilhas de Cabo Verde
 (avril 2018).
Si vous disposez d'ouvrages ou d'articles de référence ou si vous connaissez des sites web de qualité traitant du thème abordé ici, merci de compléter l'article en donnant les références utiles à sa vérifiabilité et en les liant à la section « Notes et références ».
TICV - Transportes Interilhas de Cabo Verde est une compagnie aérienne cap-verdienne qui a été créée en 2015 et basée à l'aéroport international Amilcar-Cabral. Son siège se situe à Praia, au Cap-Vert.
La compagnie assure des vols inter-îles régionaux au Cap-Vert et aux îles Canaries. Ses activités se concentrent sur les vols passagers, charter et cargo.

## Histoire
La compagnie TICV - Transportes Interilhas de Cabo Verde a été créée en 2015 sous le nom de Binter CV (Binter Cabo Verde).
En 2017, la compagnie reprend les vols inter-îles opérées jusqu'alors par TACV, abandonnées en raison de sa restructuration. 
Les deux compagnies concluent un partenariat permettant à TACV de profiter de connexions aux destinations domestiques desservies par TICV.
En août 2019, la compagnie change son nom, passant de Binter Cabo Verde (Binter CV) à Transportes Interilhas de Cabo Verde, raccourci en TICV.

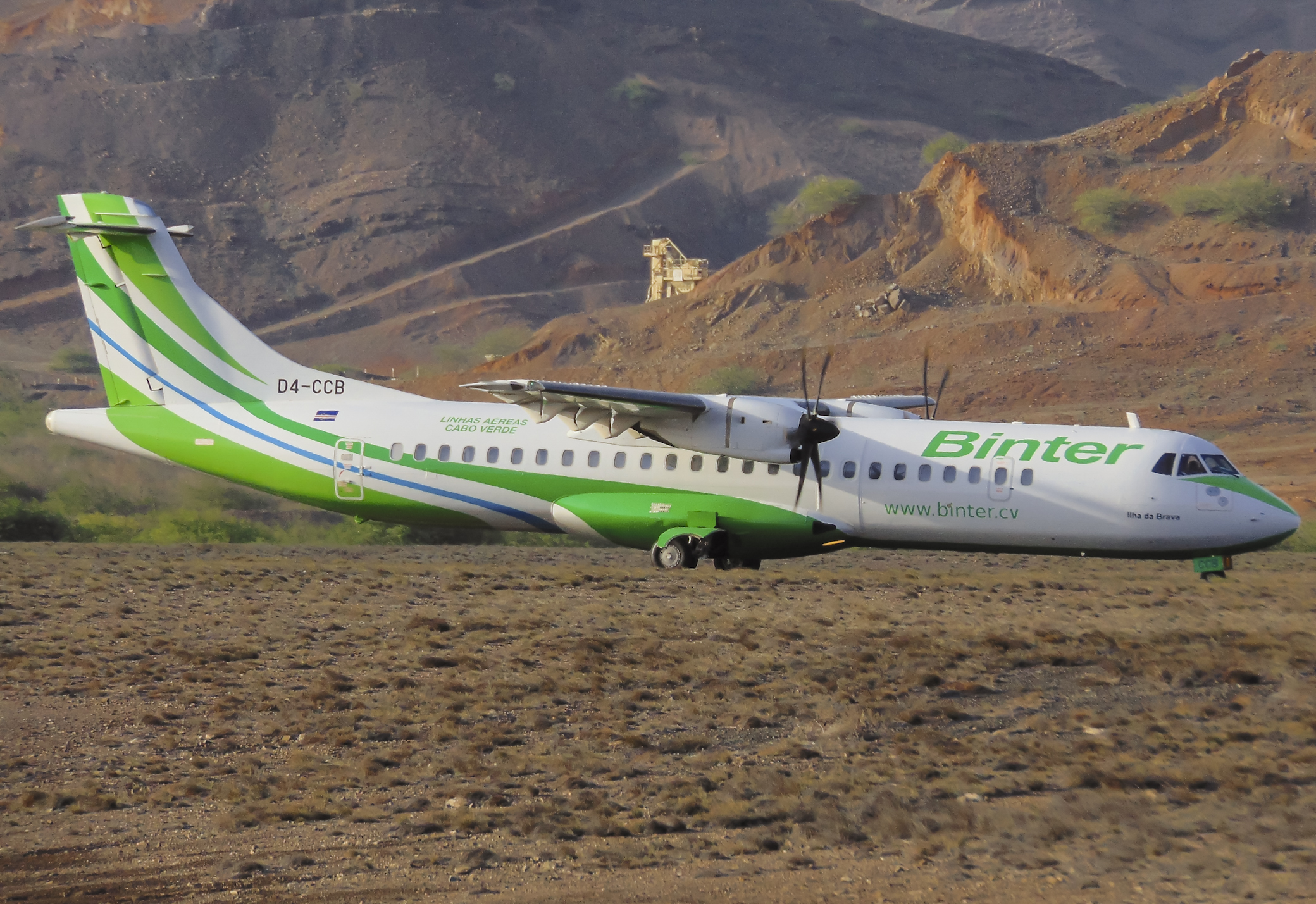
ATR 72 de la compagnie Binter CV

## Destinations
La compagnie cap-verdienne dessert les aéroports des îles Canaries et du Cap-vert. Son réseau comprend les destinations suivantes : 
| Destinations au Cap-Vert | Aéroport                                       | Notes |
| ------------------------ | ---------------------------------------------- | ----- |
| Boa Vista                | Aéroport international Aristides Pereira       |       |
| Maio                     | Aérodrome de Maio                              |       |
| Sal                      | Aéroport international Amílcar-Cabral          | HUB   |
| Santiago                 | Aéroport international Nelson Mandela de Praia |       |
| São Filipe               | Aérodrome de São Filipe                        |       |
| Sao Nicolau              | Aérodrome de Preguiça                          |       |
| São Vicente              | Aéroport international Cesária-Évora           |       |

| Destinations aux îles Canaries | Aéroport                  | Notes |
| ------------------------------ | ------------------------- | ----- |
| El Hierro                      | Aéroport de La Gomera     |       |
| Fuerteventura                  | Aéroport de Fuerteventura |       |
| Gran Canaria                   | Aéroport de Gran Canaria  |       |
| La Palma                       | Aéroport de La Palma      |       |
| Lanzarote                      | Aéroport de Lanzarote     |       |
| Tenerife                       | Aéroport de Tenerife      |       |

## Flotte
| Appareils  | En Service | Commandes | Passagers | Notes         |
| ---------- | ---------- | --------- | --------- | ------------- |
| ATR 72-500 | 3          | —         | 72        | Dont 1 stocké |
| Total      | 3          | —         |           |               |